# برخورد (مجموعه تلویزیونی)
برخورد یک مجموعه تلویزیونی محصول سال ۱۳۸۸ به کارگردانی محمدهادی نامور،  و تهیه‌کنندگی احمد عطاری می‌باشد که از شبکه تبرستان پخش شد. این مجموعه در ۱۳ قسمت ۴۵ دقیقه‌ای تهیه شد.
محمود وکیل کارکشته و منصفی است و همیشه از حق بیگناهان دفاع می‌کند ناگهان با یک دوست قدیمی مواجه می‌شود که نیاز به کمک داشت و بدین ترتیب وارد ماجرایی تازه شده و بنا به دلایلی در ادامه متهم به قتل می‌شود اما با پی گیری‌هایی اتفاق‌های جدیدی در زندگی اش رخ می‌دهد.

## بازیگران
- مجید مشیری
- نسرین مقانلو
- داود نصیری
- محمود مقامی
- یحیی ... صمیمی
- مهدی شامبیاتی
- بابک تهرانی
- احسان عباسی